# Prix national de l'essai
Le prix national de l'essai (en espagnol : Premio Nacional de Ensayo, ou de son nom complet Premio Nacional de Literatura en la modalidad de Ensayo), est un prix national de littérature d'Espagne qui est attribué chaque année par le ministère espagnol de la Culture pour le meilleur essai écrit par un auteur espagnol, dans l'une des langues en Espagne, et pour laquelle la première édition a eu lieu l'année avant la remise de la récompense. Le prix est doté de 20 000 euros.

## Histoire
Le jury est composé de 10 personnes, dont le lauréat de l'édition antérieure, et remet le prix en octobre de chaque année.

## Liste des lauréats

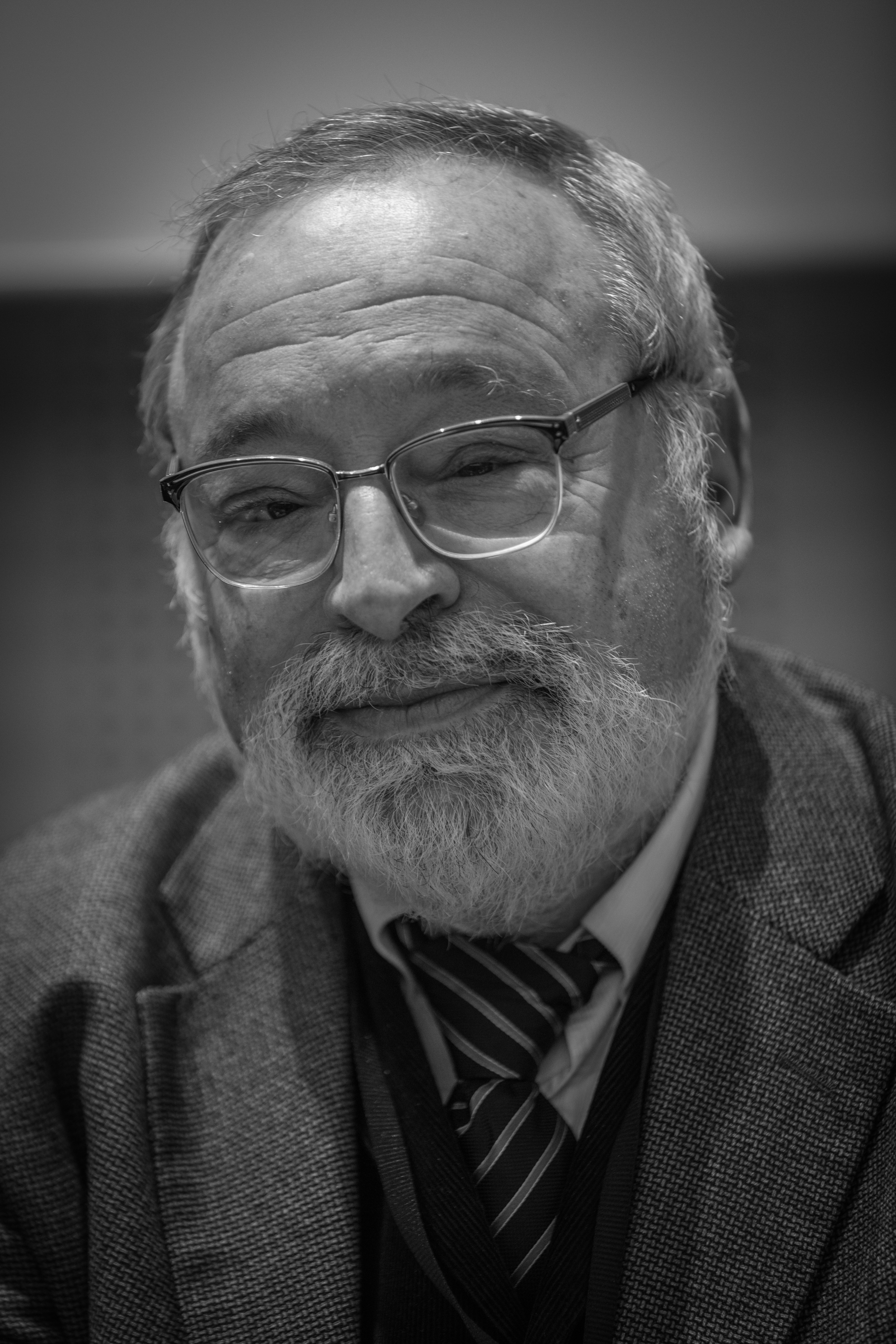
Fernando Savater, lauréat en 1982.

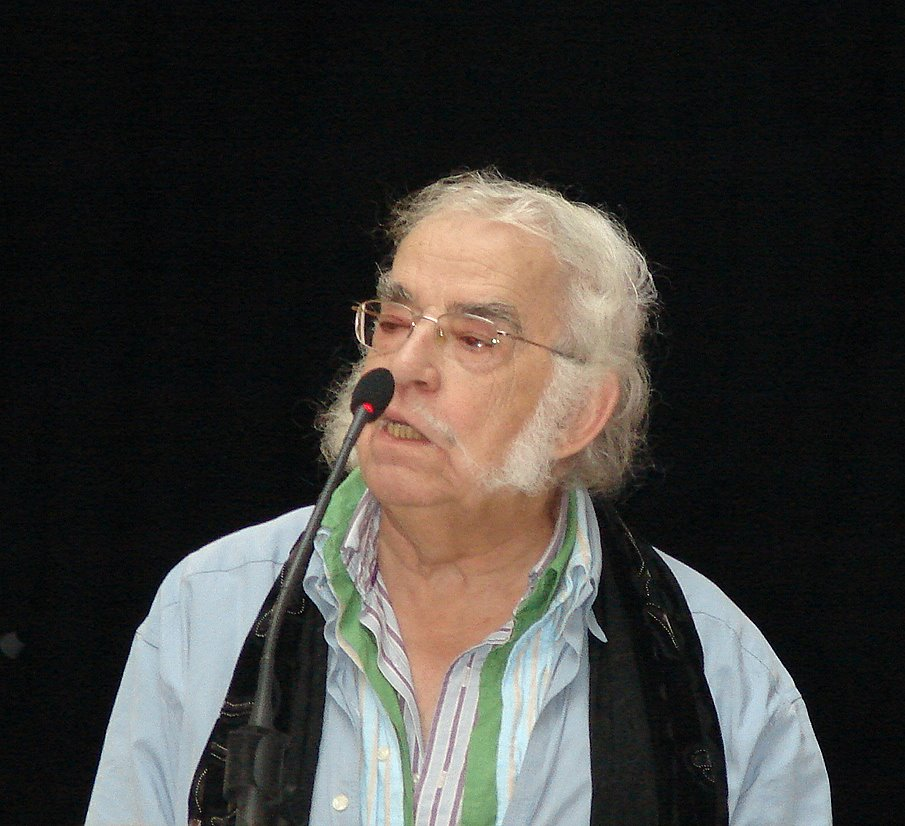
Agustín García Calvo, lauréat en 1990.

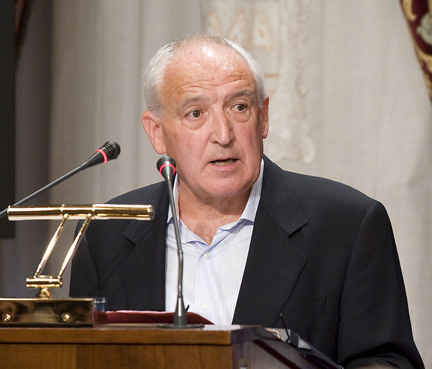
Anjel Lertxundi, lauréat en 2010.

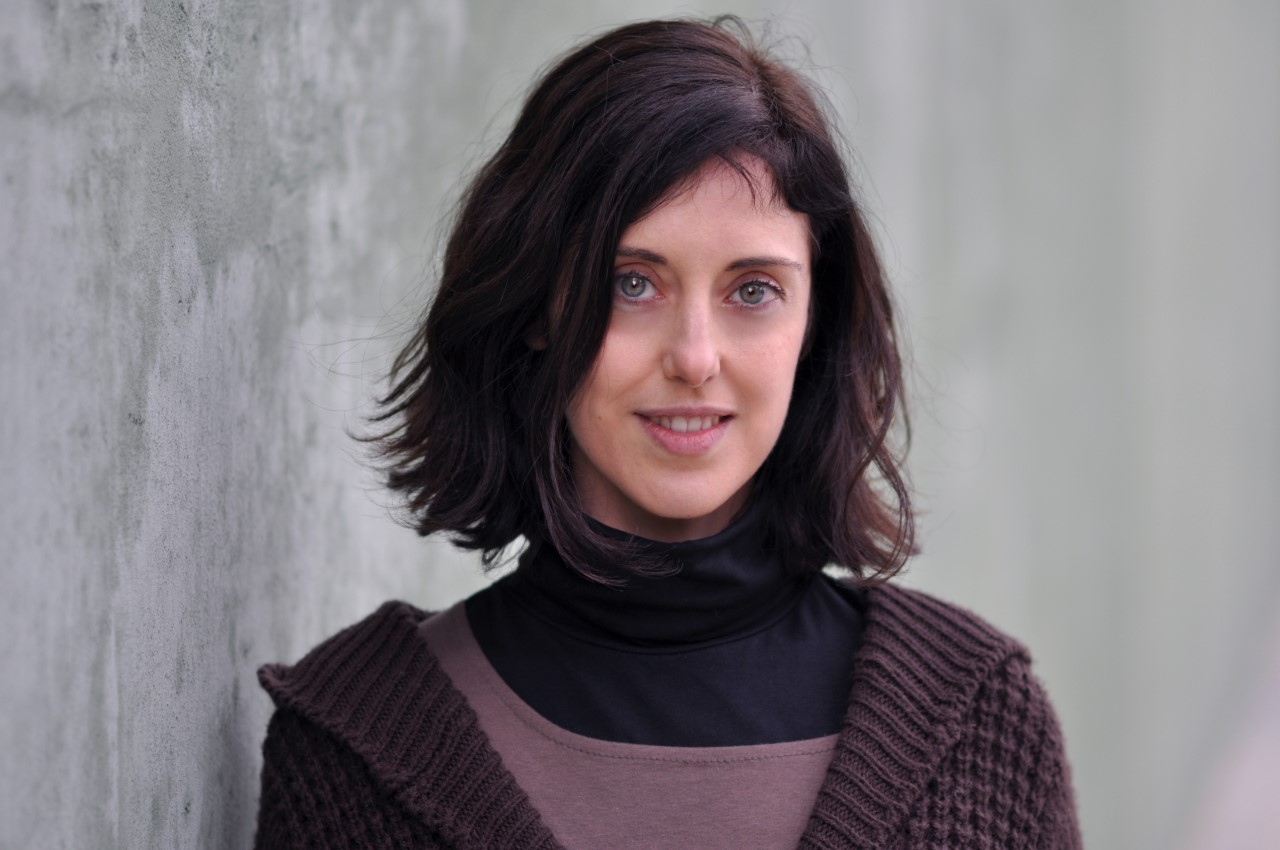
Irene Vallejo, lauréate en 2020.

Ce prix a été décerné depuis sa création en 1975 sans interruption, excepté de 1984 à 1986, et les œuvres sont en castillan, sauf mention :
- 1975 – José Antonio Ibáñez-Martín (es), pour Hacia una formación humanística. Objetivos de la educación en la sociedad científico-tecnológica
- 1976 – Manuel Alvar, pour Aragón, literatura y ser histórico
- 1977 – Rafael Montesinos (es), pour Bécquer, biografía e imagen
- 1978 – Carlos Bousoño, pour El irracionalismo poético (El símbolo)
- 1979 – Fernando Sánchez Dragó, pour Gárgoris y Habidis
- 1980 – Andrés Amorós (es), pour Introducción a la literatura
- 1981 – José Luis Abellán (es), pour Historia crítica del pensamiento español: del Barroco a la Ilustración
- 1982 – Fernando Savater, pour La tarea del héroe
- 1983 – Eugenio Trías (es), pour Lo bello y lo siniestro
- 1984 – Non décerné
- 1985 – Non décerné
- 1986 – Non décerné
- 1987 – José Antonio Maravall (es), pour La literatura picaresca desde la historia social
- 1988 – Gabriel Albiac, pour La sinagoga vacía
- 1989 – José Luis Aranguren (es), pour Ética de la felicidad y otros lenguajes
- 1990 – Agustín García Calvo, pour Hablando de lo que habla
- 1991 – Martí de Riquer, pour Aproximació al «Tirant lo Blanc» — écrit en catalan.
- 1992 – Emilio Lledó, pour El silencio de la escritura
- 1993 – José Antonio Marina (es), pour Elogio y refutación del ingenio
- 1994 – Rafael Sánchez Ferlosio, pour Vendrán más años malos y nos harán más ciegos
- 1995 – Gonzalo Santonja (es), pour Un poeta español en Cuba : Manuel Altolaguirre
- 1996 – Luis González Seara, pour El poder y la palabra
- 1997 – Alejandro Nieto García (es), pour Los primeros pasos del Estado constitucional
- 1998 – Jon Juaristi, pour El bucle melancólico
- 1999 – Claudio Guillén (es), pour Múltiples moradas
- 2000 – Javier Echevarría, pour Los señores del aire : Telépolis y el Tercer Entorno
- 2001 – Ángel González García (es), pour El resto : una historia invisible del arte contemporáneo[4]
- 2002 – José Álvarez Junco, pour Mater Dolorosa. La idea de España en el siglo XIX[5]
- 2003 – Daniel Innerarity, pour La transformación de la política[6]
- 2004 – Javier Gomá (es), pour Imitación y experiencia[7]
- 2005 – José Luis Pardo (es), pour La regla del juego[8]
- 2006 – Celia Amorós, pour La gran diferencia y sus pequeñas consecuencias... para las luchas de las mujeres[9]
- 2007 – José María González García (es), pour La diosa Fortuna. Metamorfosis de una metáfora política[10]
- 2008 – Justo Beramendi González (es), pour De provincia a nación. Historia do nacionalismo galego[11]
- 2009 – Reyes Mate (es), pour La herencia del olvido[12]
- 2010 – Anjel Lertxundi, pour Eskarmentuaren paperak — écrit en basque[13].
- 2011 – Joan Fontcuberta, pour La cámara de Pandora: la fotografí@ después de la fotografía[14]
- 2012 – Victoria Camps, pour El Gobierno de las emociones[15]
- 2013 - Santiago Muñoz Machado (es), pour Informe sobre España. Repensar el Estado o destruirlo[16]
- 2014 - Adela Cortina (es), pour ¿Para qué sirve realmente la ética?[17]
- 2015 - José Manuel Sánchez Ron, pour El mundo después de la revolución: la física de la segunda mitad del siglo XX[18]
- 2016 - Josep Maria Esquirol (es), pour La resistencia íntima: ensayo de una filosofía de la proximidad[19]
- 2017 - Gonzalo Pontón, pour La lucha por la desigualdad: una historia del mundo occidental en el siglo XVIII[20]
- 2018 - María Jesús Lama, pour Rosalía de Castro. Cantos de independencia e liberdade[21]
- 2019 - Xosé Manoel Núñez Seixas, pour Suspiros de España. El nacionalismo español 1808-2018[22]
- 2020 - Irene Vallejo, pour El infinito en un junco.[23]
- 2021 - Ramón Andrés, pour Filosofía y consuelo de la música
- 2022 - Joan-Carles Mèlich (es), pour La fragilidad del mundo
- 2023 - Antonio Monegal (es), pour Como el aire que respiramos: el sentido de la cultura
- 2024 - Alfredo González-Ruibal (es), pour Tierra arrasada: un viaje por la violencia del Paleolítico al siglo XXI